# Ротаксаны

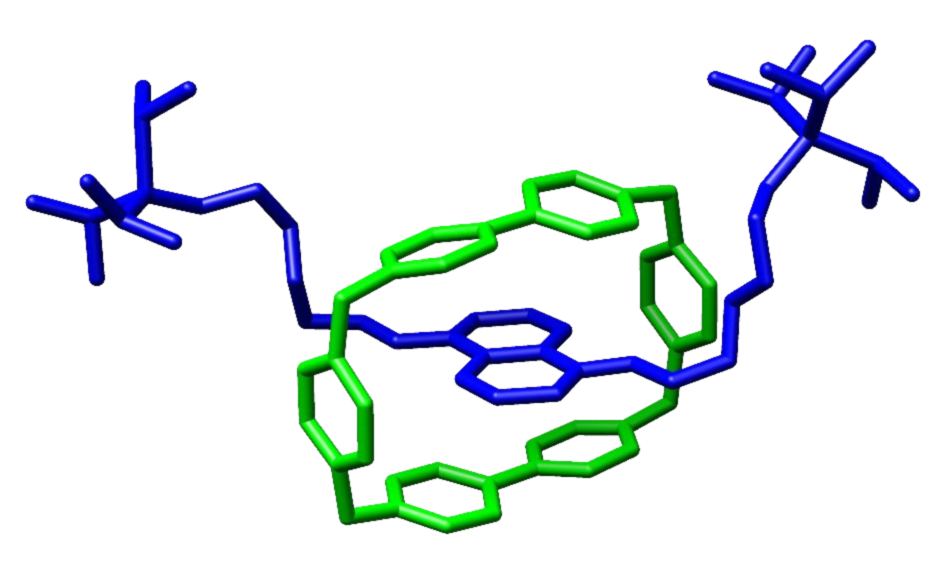
Структура ротаксана

Ротаксаны — класс соединений, состоящих из линейной молекулы гантелевидной формы и «нанизанной» на неё циклической молекулы.

## Общие сведения
Впервые ротаксан синтезировали в 1967 году (И. Харрисон и С. Харрисон, США), однако это была лишь гипотеза, опиравшаяся на вероятностные данные о том, как будут вести себя две половины гантелевидной молекулы в присутствии макроцикла. Компоненты ротаксанов (линейная и циклическая молекулы) связаны чисто механически без участия химической связи. В условиях отсутствия химической связи между линейным и циклическим компонентами от распада молекулу удерживают блокираторы (напротаксаны) — молекулы большого объёма, ковалентно связанные с обоими концами линейной молекулы. Структуры, в которые не входят блокираторы, называют псевдоротаксанами.
Такой способ соединения молекул называется топологической связью. К химическим соединениям с такой связью относятся также катенаны (лат. catena — цепь), в которых циклические макромолекулы соединены подобно звеньям цепи.
В номенклатуре обозначения ротаксанов передают количество участвующих в соединении циклических компонентов. Так, формула [2]-Rt обозначает ротаксан с одной линейной и одной циклической молекулами, [3]-Rt — с одной линейной и двумя циклическими молекулами и т. д.

## Синтез

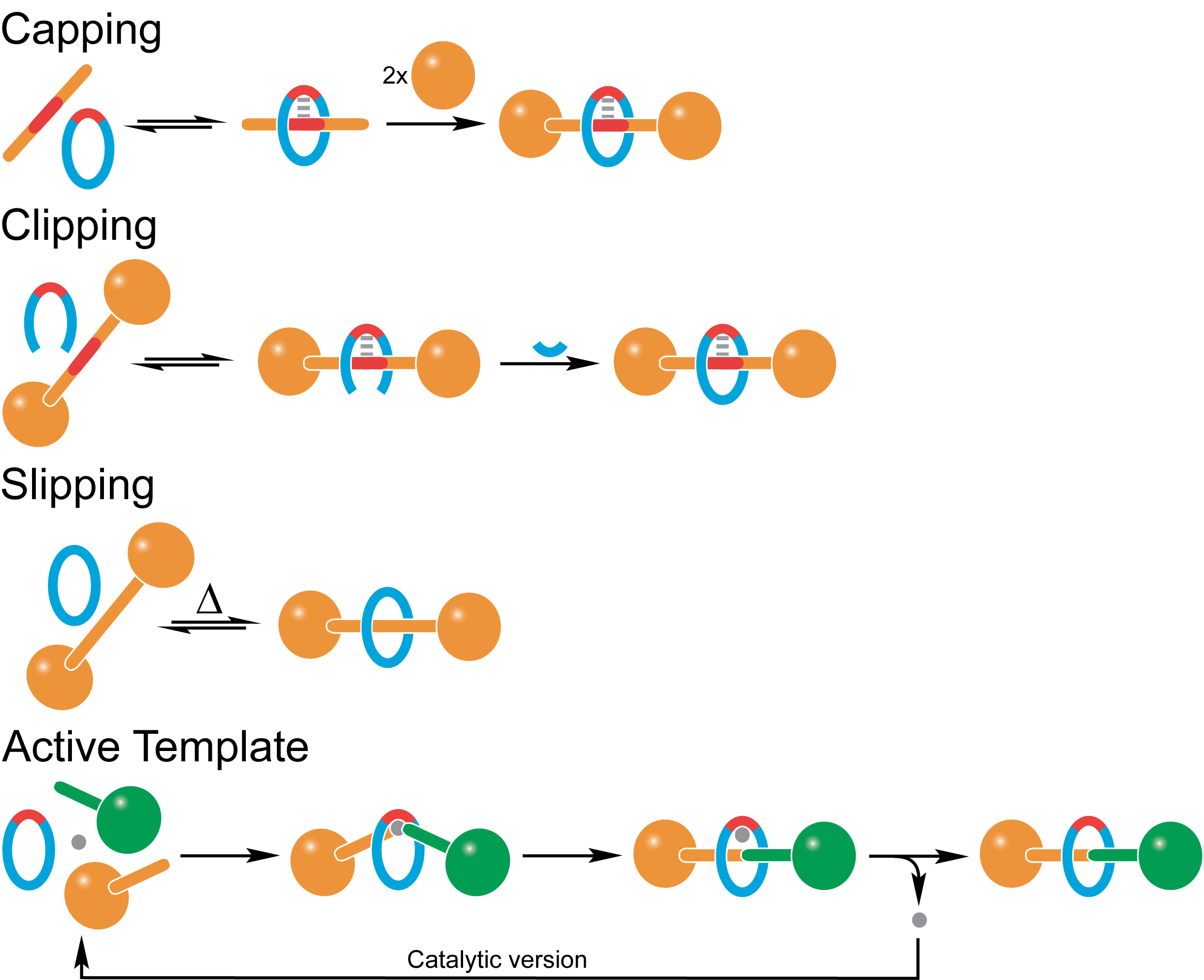
Схема синтеза ротаксанов

### Закупорочный метод
Синтез ротаксанов может осуществляться с помощью «закупоривания» гантелевидной молекулы с продетым циклом.

### Циклизация
Этот метод заключается в циклизации молекулы-кольца вокруг основной молекулы.

### Продевание
Метод использует кинетическую устойчивость ротаксана. При повышенной температуре макроцикл может пройти через ограничительные части гантелевидной молекулы и оставаться там после понижения температуры.
Метод продевания известен также как статистический и впервые описан уже в 1967 году.

## Применение
Ротаксаны представляют интерес для исследователей как объекты для хранения информации. Другая возможная сфера использования — в качестве молекулярных машин (вращение вокруг главной оси или переход от одного края молекулы к другому), молекулярных переключателей (челноков) или насосов для передачи энергии, электронов, ионов и сигналов.